# マリオン (オハイオ州)
マリオン（Marion）は、アメリカ合衆国オハイオ州の都市。マリオン郡の郡庁所在地である。人口は3万5999人（2020年）。州都コロンバスの80キロメートル北に位置しており、都市圏に入っている。
マリオンは第29代大統領ウォレン・ハーディングゆかりの地である。ハーディングは地元新聞社マリオン・スターを買収し、財を成し、政界へ進出して大統領へ上り詰めた。20世紀前半にマリオンを鉄道交通の中心地たらしめたユニオン駅も、ハーディングの要請によって建てられたものである。また、大統領に就任した後には、ハーディングはマリオンの中心部に、自身の名を冠した迎賓用のホテルを建てた。市内にはハーディングの家が保存され、またハーディング夫妻の墓がある。また、マリオンの市旗には、その形やサイズ、デザイン、色と共に、所定の位置にハーディングの墓を描くことが、市の条例によって定められている。

## 歴史
マリオンの起源は米英戦争時、後に第9代大統領となる将軍ウィリアム・ハリソンの隊がエリー湖への進軍中、配下の測量士ジェイコブ・フーズが丘の上で泉を発見し、掘った井戸にさかのぼる。後にこの井戸は「ジェイコブの井戸」と呼ばれるようになった。やがて1821年、エバー・ベイカーとアレクサンダー・ホームズの2人の入植者が「ジェイコブの井戸」の北に町を建設した。町および郡の名であるマリオンは、独立戦争における英雄の1人であるフランシス・マリオンを讃えてつけられた。
19世紀も後半になると、マリオンには2本の鉄道が通り、産業が興った。1880年代中盤には、後に第29代大統領となるウォレン・ハーディングが経営するマリオン・スターを含む3紙の新聞が刊行されていた。また、この頃マリオンの最大雇用主であったマリオン・スチーム・ショベル社で生産された蒸気ショベルは、パナマ運河の掘削にも使われた。1900年代初頭には、ハーディングの要請によってマリオンのユニオン駅が建てられた。後にこの駅は、ハーディングが大統領選に出馬した際に選挙活動にも使われた。1923年にハーディングが死去すると、この駅はその葬送列車の終着駅となった。第二次世界大戦中には、地元の有志女性がこの駅で食堂を運営し、この駅に停車する列車に乗った兵士に軽食や地元産の果物、飲料、新聞、雑誌、たばこ、かみそりなどを提供した。中でも特に兵士に人気が高かったのがポップコーンであった。しかし、第二次世界大戦が終わると旅客鉄道は下火になっていき、マリオンを「リトル・シカゴ」と呼ばせしめたこの駅も1971年に旅客取扱いを終了した。

## 地理
マリオンは北緯40度35分12秒 西経83度7分35秒 / 北緯40.58667度 西経83.12639度に位置している。市はオハイオ州中北部、国道23号線沿い、州都コロンバスとトレドの中間のコロンバス寄りに位置し、コロンバスからは北へ約80km、トレドからは南東へ約145kmである。
アメリカ合衆国国勢調査局によると、マリオン市は総面積30.61km2（11.82mi2）である。そのうち30.41km2（11.74mi2）が陸地で0.21km2（0.08mi2）が水域である。総面積の0.68%が水域となっている。市の標高は299mである。

### 気候
マリオンの気候は四季がはっきりしており、特に冬の厳しい寒さに特徴付けられる、大陸性の気候である。最も暖かい7月の平均気温は23℃、日中の最高気温の平均は29℃に達する。最も寒い1月の平均気温は氷点下4℃、最低気温の平均は氷点下8℃まで下がる。降水量は初夏から夏季にかけての5-7月に多く、月間約105-110mm程度、一方冬季の2月には少なく、月間40mm程度であるが、その他の月は60-85mm程度である。年間降水量は約950mmである。また、州北部・エリー湖岸のクリーブランド等と比べるとかなり少ないものの、冬季には降雪も見られる。12月から3月までの降雪量は月間12-19cm程度、ひと冬では約70cmである。ケッペンの気候区分では、マリオンは亜寒帯湿潤気候（Dfa）に属する。
|               | 1月  | 2月  | 3月  | 4月  | 5月   | 6月   | 7月   | 8月  | 9月  | 10月 | 11月 | 12月 | 年    |
| ------------- | ---- | ---- | ---- | ---- | ----- | ----- | ----- | ---- | ---- | ---- | ---- | ---- | ----- |
| 平均気温（℃） | -3.6 | -1.9 | 3.3  | 10.0 | 15.6  | 20.6  | 22.6  | 21.5 | 17.4 | 11.3 | 5.1  | -1.2 | 10.1  |
| 降水量（mm）  | 61.0 | 43.2 | 63.5 | 83.8 | 106.7 | 111.8 | 109.2 | 76.2 | 76.2 | 66.0 | 86.4 | 68.6 | 952.6 |

### 都市概観

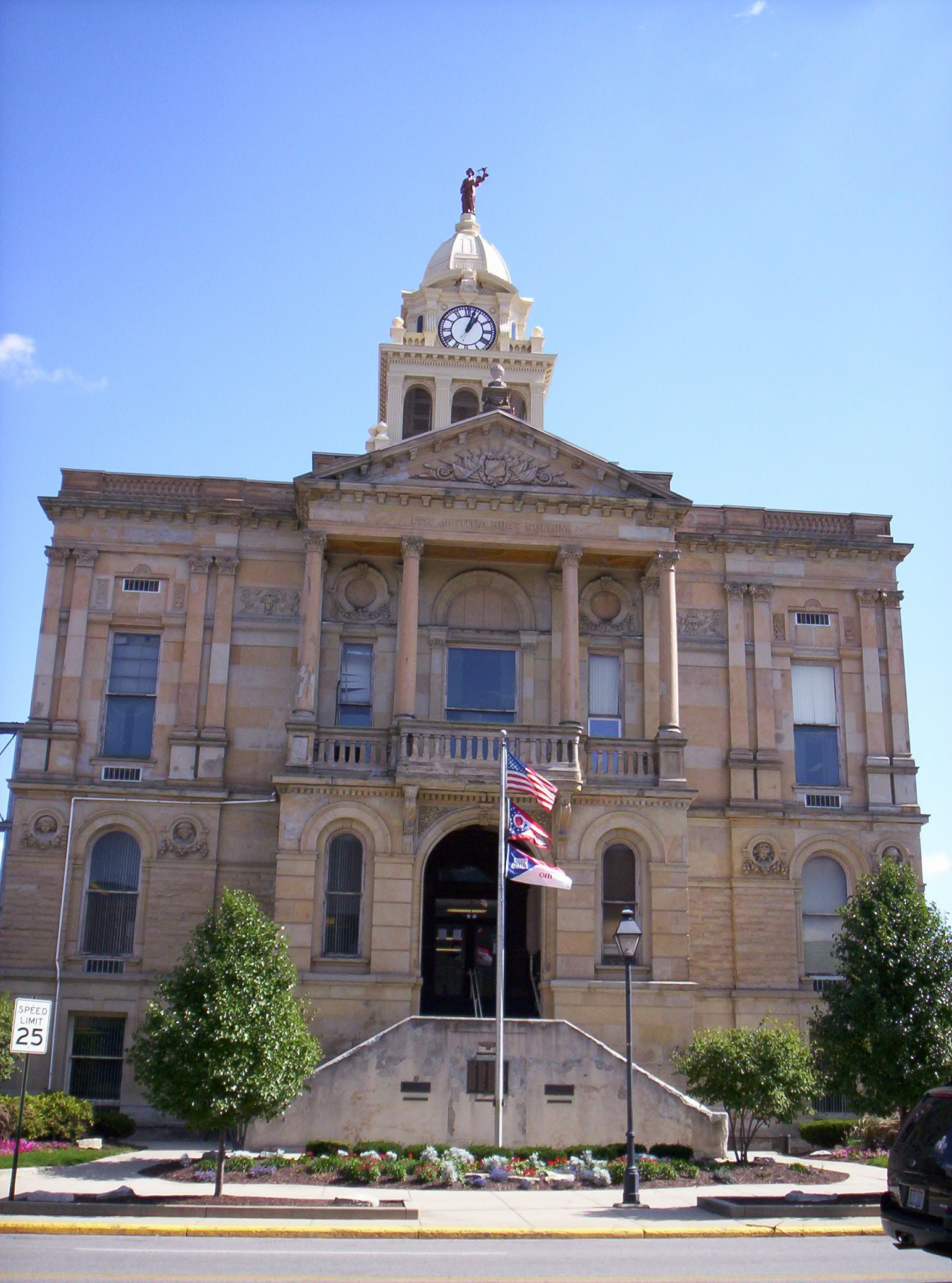
マリオン郡地方裁判所

マリオンの街路は比較的整然と区画されている。東西に通る通りはメイン・ストリートを境にE（東）とW（西）に、また南北に通る通りはセンター・ストリートを境に南（S）と北（N）にそれぞれ分かれている。メイン・ストリートとセンター・ストリートの北東角にはマリオン郡地方裁判所が建っている。この地方裁判所の庁舎は1974年に国家歴史登録財に登録された。

## 交通
マリオンに最も近い商業空港は、コロンバスのダウンタウンから東へ11km、マリオンの中心部からは南へ約80kmに立地するポート・コロンバス国際空港（IATA: CMH）である。同空港からは、西海岸の一部を除く、3大航空会社各社のハブ空港からの便が就航している。市中心部から北東へ約5.5kmにも、マリオン市営空港（IATA: MNN）が立地しているが、こちらはゼネラル・アビエーションと呼ばれる、自家用機やチャーター機等の発着が主になっている、規模の小さい空港である。
マリオンには州間高速道路は通っていないが、国道23号線が市の東を通っており、南へはデラウェアを経てコロンバスへと通じている。また、北へはアッパーサンダスキーで、ライマ都市圏やマンスフィールド都市圏へと通ずる、高速道路規格になっている国道30号線と交わる。
グレイハウンドのバスターミナルは市中心部、メイン・ストリートとセンター・ストリートの南東のブロック東側にあり、トレド・デトロイト方面とコロンバス・チャールストン・シャーロット・ジャクソンビル方面とを結ぶバスが北行、南行とも1日1便停車する。

## 教育

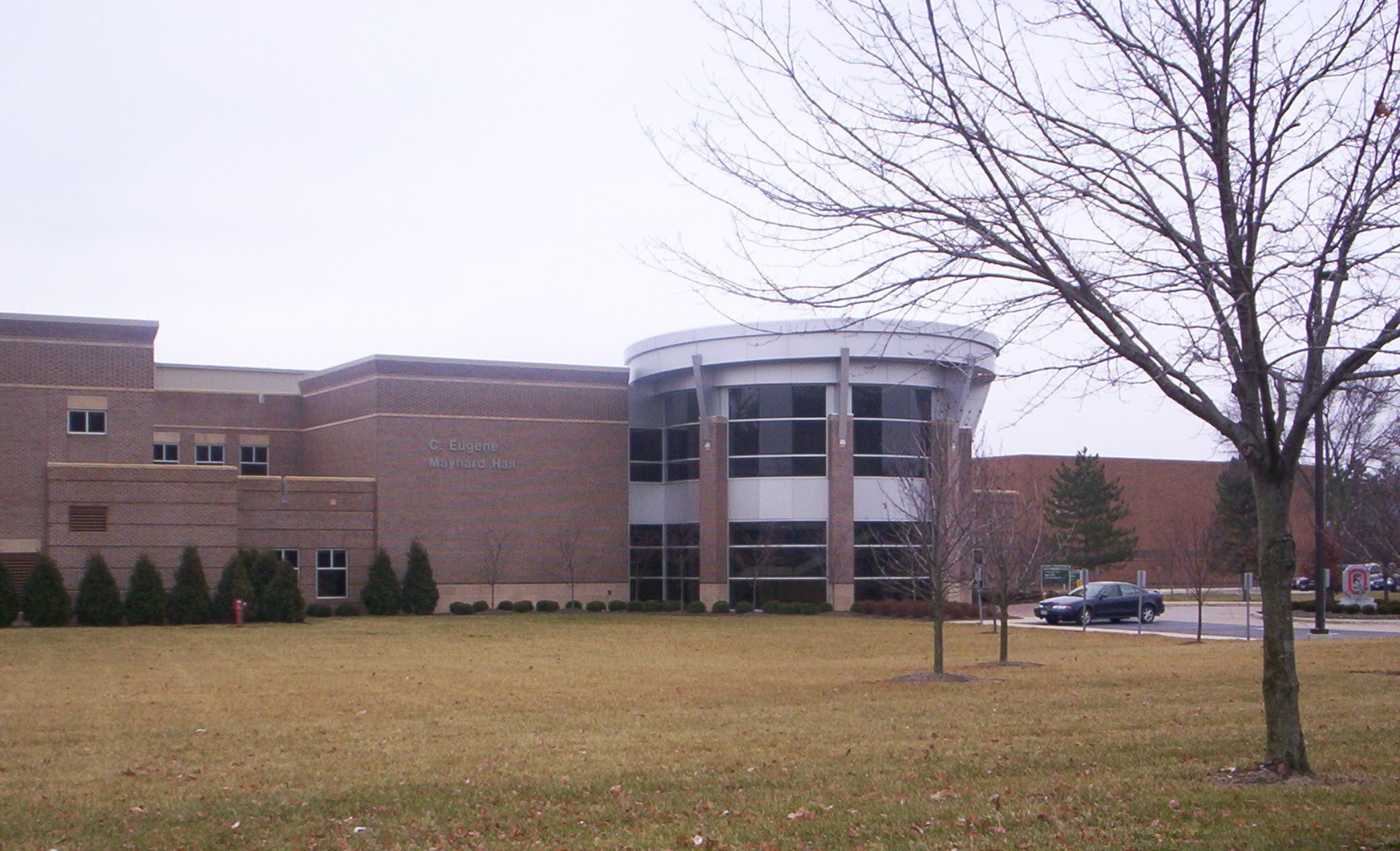
オハイオ州立大学マリオンキャンパス

オハイオ州立大学は4つある地方キャンパスのうちの1つをマリオンに置いている。1957年に開設されたこのマリオンキャンパスは、市中心部の東約4km、州道23号線の近くに186エーカー（753,000m2）のキャンパスを構えている。マリオンキャンパス単体でも教養準学士、生物、教育、英語/英文学、経営、歴史、心理、ソーシャルワークの7つの学士、看護準学士既得者の看護学士、および教職免許保持者の教育学修士の学位プログラムを提供しているが、マリオンキャンパスで200以上の専攻の基礎となる科目を取り始めて、最終的にはコロンバスの本校で卒業することもできる。

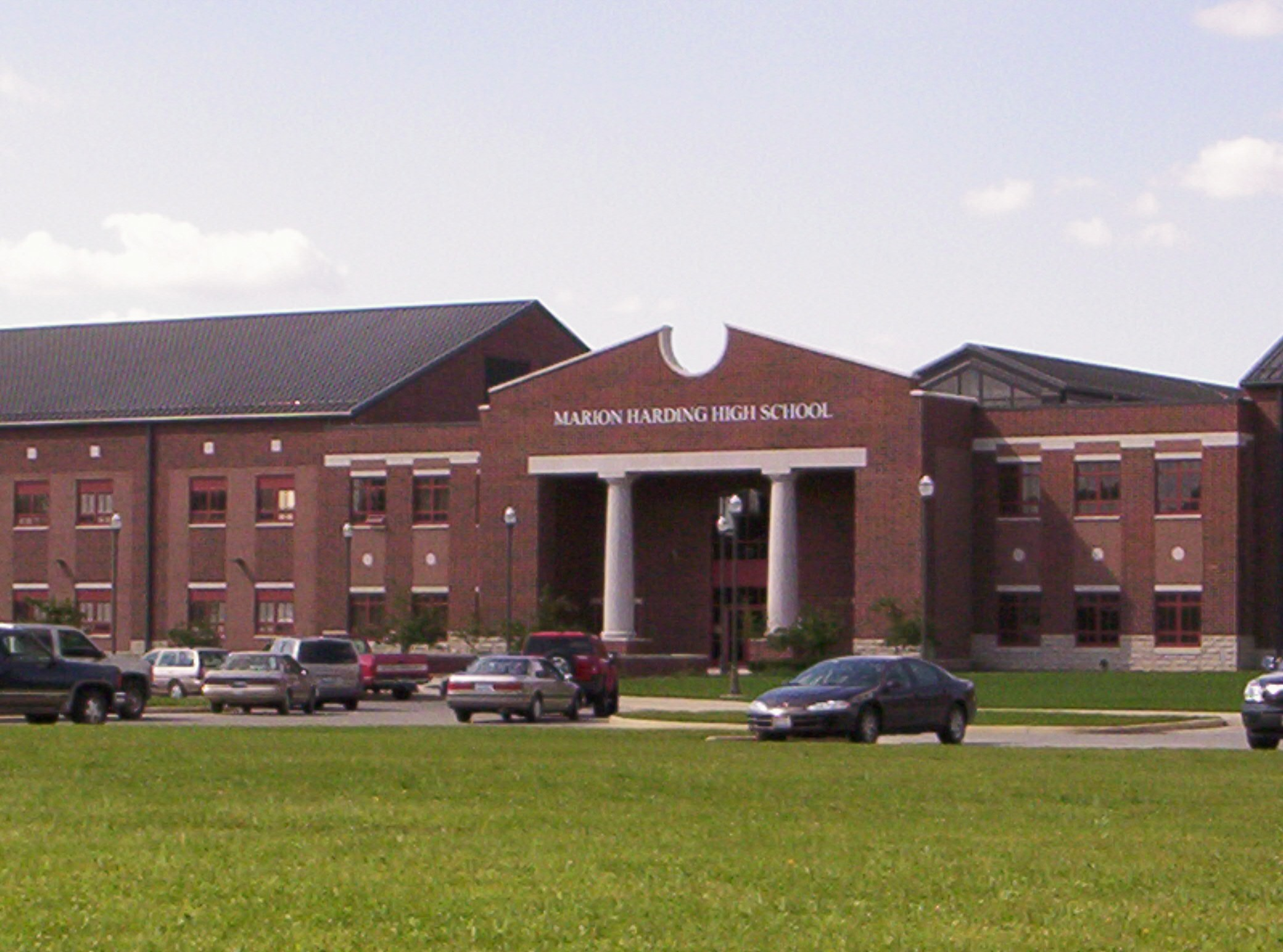
マリオン市学区唯一の高校、マリオン・ハーディング高校

オハイオ州立大学マリオンキャンパスは地元のコミュニティ・カレッジ、マリオンテクニカルカレッジの本部キャンパスも兼ねている。このコミュニティ・カレッジは、4年制大学への編入をも視野に入れた教養準学士（AA）および科学準学士（AS）の学位プログラムのほか、ビジネス、工学、医療、看護、IT、公共サービスなど、60以上にわたるプログラムを提供している。
マリオンにおけるK-12課程は主にマリオン市学区の管轄下にある公立学校によって支えられている。同学区は小学校6校、中学校1校、高校1校を有し、約4,800人の児童・生徒を抱えている。

## 文化と名所

### ハーディングに関連する名所
| ハーディングの家 |  | ハーディングの墓 |  | マリオン墓地納骨所 |
| ハーディングの家 |  | ハーディングの墓 |  | マリオン墓地納骨所 |

マリオンは第29代大統領ウォレン・ハーディングゆかりの地である。市中心部に程近いマウント・バーノン・アベニュー沿いには、ハーディングの妻フローレンスの遺志によってハーディング記念協会に寄贈された、ハーディングの家とその内装が保存され、一般に公開されている。また、市の南部、マリオン墓地の南隣には、ギリシアの寺院を模したハーディング夫妻の墓が立地している。ハーディングの家、およびハーディングの墓はともに、マリオン・テクニカル・カレッジによって管理されている。ハーディングの家は1966年に、またハーディングの墓は1976年に、それぞれ国家歴史登録財に登録されている。また、国家歴史登録財への登録に先立って、ハーディングの家は1965年に国定歴史建造物に指定されている。また、1927年に墓が完成するまでの間、ハーディング夫妻の遺体が安置されていた、マリオン墓地の納骨所も、1995年に国家歴史登録財に登録された。

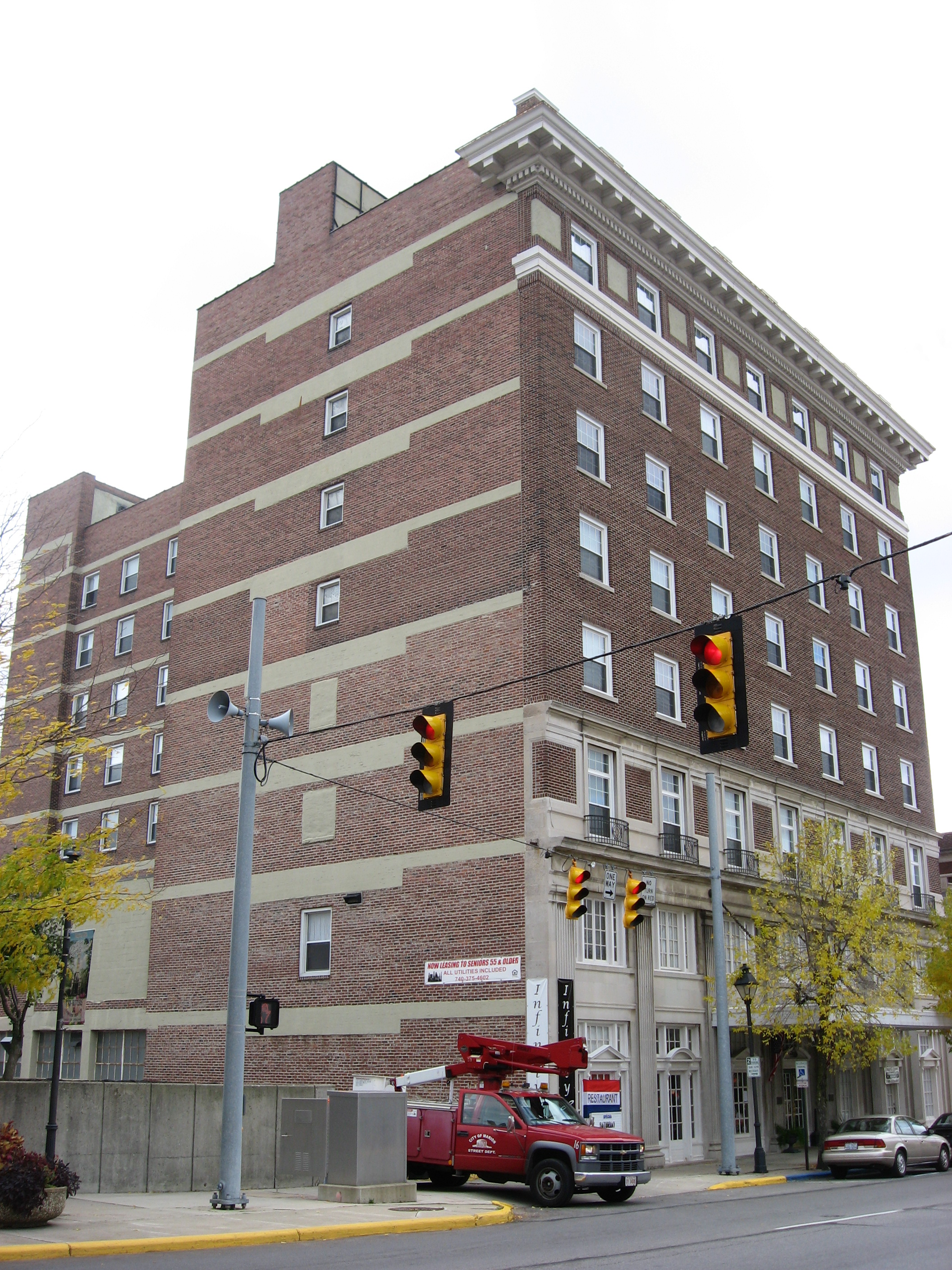
ホテル・ハーディング

また、市中心部、ユニオン駅跡の近くには、ハーディングが大統領に就任した後、迎賓用に建てられた、自身の名を冠した（ただし完成はハーディングの死後、1924年であった）ホテル・ハーディングが残っている。しかし、この8階建てのホテルは1975年に閉館した後はホテルとしては営業しておらず、1997年にハーディング・センターという高齢者用のアパートに転用されている。ホテル・ハーディングは、1980年に国家歴史登録財に登録された。

### 博物館・美術館

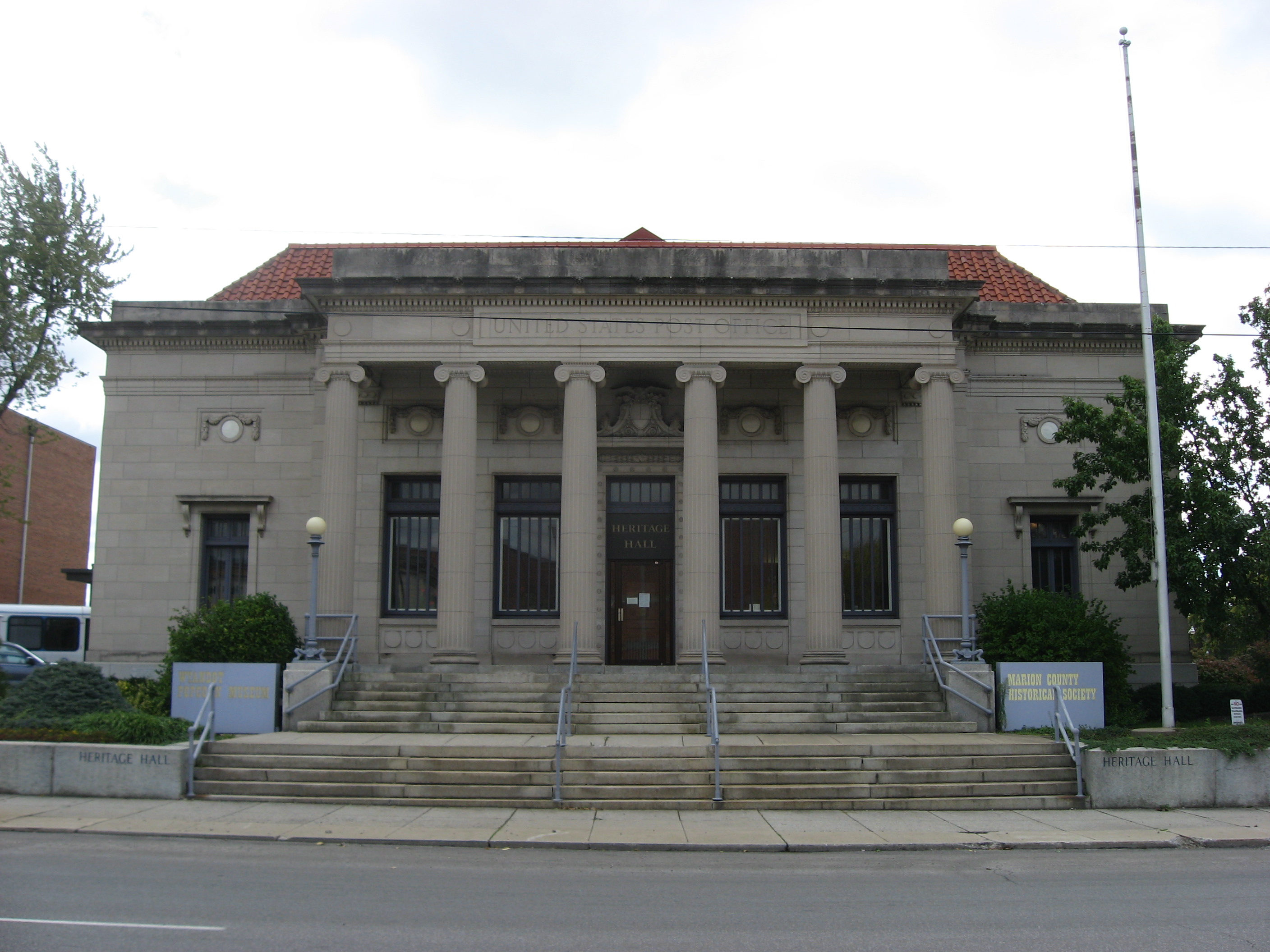
ヘリテージ・ホール（旧マリオン郵便局）

市の中心部に建つヘリテージ・ホールは、もともとはマリオン郵便局として建てられたもので、1969年にマリオン郡歴史協会の本部となり、1990年に国家歴史登録財に登録された。同館は博物館にもなっており、ハーディングの遺物をはじめ、マリオン市およびマリオン郡の歴史に関する事物を展示している。ユニオン駅は1971年に旅客取扱いを終了したが、その後博物館になった。館内には連動装置、コントロールパネル、信号機などが展示されている。市中心部の北には、19世紀中盤にマリオンで創業した農業機械メーカー、ヒューバー・マシーナリー社のトラクターなどの製品を展示する、ヒューバー・マシーナリー博物館が立地している。
ハーディング・センターの1階には中央オハイオ美術協会が本部を置いている。同協会は地元芸術家が制作した作品を展示、および販売すると共に、若年者向けの芸術教室も開催している。

### 舞台芸術

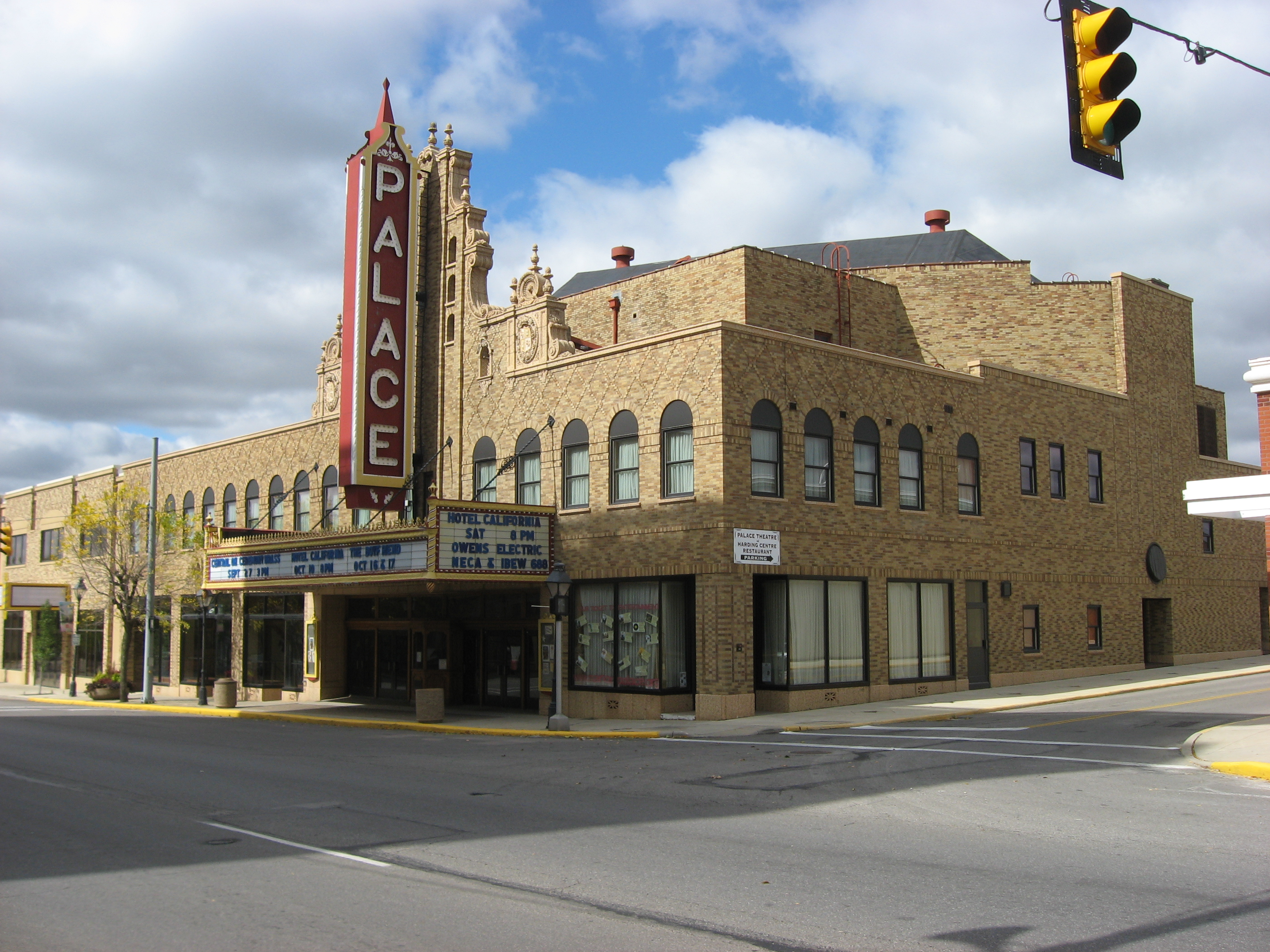
パレス・シアター

マリオンの中心部には、市を代表する劇場・映画館であるパレス・シアターが建っている。1,440席を有するこのスペイン植民地リバイバル様式の劇場は、ジョン・エバーソンが設計し、1928年に建てられた。その後、この劇場は1976年に改装され、また同年に国家歴史登録財に登録された。この劇場では、映画の上演や演劇の公演のほか、児童・生徒向けの演劇教室や、ヨガ教室も行われている。

### 食文化
ポップコーン製造は1980年代に、他の多くの製造業と同様にマリオンの街を去ったが、インディアナ州バルパレーゾ等、いずれも中西部にある他の5都市・町村と同様に、マリオンを Popcorn Capital of the World （世界のポップコーンの首都）と呼ばせしめたポップコーンにまつわる文化はマリオンに残っている。市中心部に立地するワイアンドット・ポップコーン博物館は、1982年に開館した、ポップコーンに関する事物を展示する世界で唯一の博物館である。同館は特に、19世紀末から20世紀初頭にかけて製造され、使われた穀類膨張機を所蔵し、展示している。また、毎年9月、労働者の日の週の木曜日から土曜日にかけての3日間、マリオンの中心部ではポップコーン祭が開かれる。1981年から始まったこのイベントは、毎年約25万人を集めている。

## 人口推移
以下にマリオン市における1830年から2010年までの人口推移を表およびグラフでそれぞれ示す。なお、マリオン小都市圏はマリオン郡1郡のみで構成されている。コロンバス・マリオン・ゼインズビル広域都市圏全体の人口については、コロンバス (オハイオ州)#都市圏人口を参照のこと。
| 統計年 | 人口     |
| ------ | -------- |
| 1830年 | 287人    |
| 1840年 | 570人    |
| 1850年 | 1,311人  |
| 1860年 | 1,844人  |
| 1870年 | 2,531人  |
| 1880年 | 3,899人  |
| 1890年 | 8,327人  |
| 1900年 | 11,862人 |
| 1910年 | 18,232人 |
| 1920年 | 27,891人 |
| 1930年 | 31,084人 |
| 1940年 | 30,817人 |
| 1950年 | 33,817人 |
| 1960年 | 37,079人 |
| 1970年 | 38,646人 |
| 1980年 | 37,040人 |
| 1990年 | 34,075人 |
| 2000年 | 35,318人 |
| 2010年 | 36,837人 |